# EPG Arena
Die EPG Arena ist eine Multifunktionsarena im Sportpark Oberwerth in der rheinland-pfälzischen Stadt Koblenz. Die ursprüngliche Sporthalle Oberwerth ist nach der Arena Trier die zweitgrößte Mehrzweckhalle im Bundesland.

## Geschichte
Die Planungen zum Bau einer Sporthalle auf dem Oberwerth gehen ins Jahr 1969 zurück. Mit dem Bau der Sporthalle Oberwerth, so ihr erster Name, begann man schließlich am 1. März 1990. Zur 2000-Jahr-Feier der Stadt Koblenz eröffnete Oberbürgermeister Willi Hörter am 18. Januar 1992 die damals größte Sport- und Veranstaltungshalle in Rheinland-Pfalz mit einer großen Sportgala. Die Halle dient u. a. als Trainings- und Heimspielstätte für diverse Sportarten. Sie war Austragungsort von Weltmeisterschaften im Tanzen, Rock ’n’ Roll, Motarradtrial und im Ringtennis, Europameisterschaften u. a. im Fechten und Karate. Die Arena dient des Weiteren für Konzerte diverser Künstler sowie für Shows, Galas und Messen. Die Fernsehshow Wetten, dass..? wurde am 20. März 1993 aus der Sporthalle Oberwerth übertragen.
Zum 1. Januar 2013 wurde die Sporthalle Oberwerth in „Conlog Arena“ umbenannt. Die Elsen-Tochterfirma Con-Log Logistik und Consulting GmbH wurde für zunächst fünf Jahre Namenssponsor der städtischen Halle.
Vom 17. bis 22. Januar 2017 fand erstmals das Herren-Tennisturnier Koblenz Open der ATP Challenger Tour in der Halle statt. Die zweite Auflage wurde vom 14. bis 21. Januar 2018 ausgetragen. Aufgrund der COVID-19-Pandemie fand das Turnier in den Jahren 2021 und 2022 nicht statt. Seit 2023 wird es wieder in der letzten Januarwoche gespielt.
Am 1. Januar 2018 wurde die Halle in CGM Arena umbenannt. Der neue Namenssponsor war das in Koblenz ansässige Softwareunternehmen CompuGroup Medical SE. Der Vertrag hatte eine Laufzeit von sieben Jahren inklusive einer Option zur Vertragsverlängerung. Seit der Saison 2022/23 trägt der Volleyball-Bundesligist VC Neuwied 77 einzelne Highlight- und TV-Spiele in der Arena aus.
Zum 1. Januar 2025 wurde die Ehrhardt Partner Group (EPG) neuer Namensgeber der Mehrzweckhalle, nachdem der Vertrag mit der CompuGroup Medical (CGM) nach sieben Jahren ausgelaufen war.

## Nutzung
Je nach Veranstaltungsart finden in der 3400 m² großen EPG Arena bis zu 5000 Besucher Platz. Daneben befinden sich in der Halle Räume für Tagungen, eine Seitenhalle mit Sprintbahn und Sprunggrube sowie ein Kraftraum. Das Dach lässt Tageslicht durch sechs querlaufende Lichtbänder in die Halle gelangen.

## Galerie

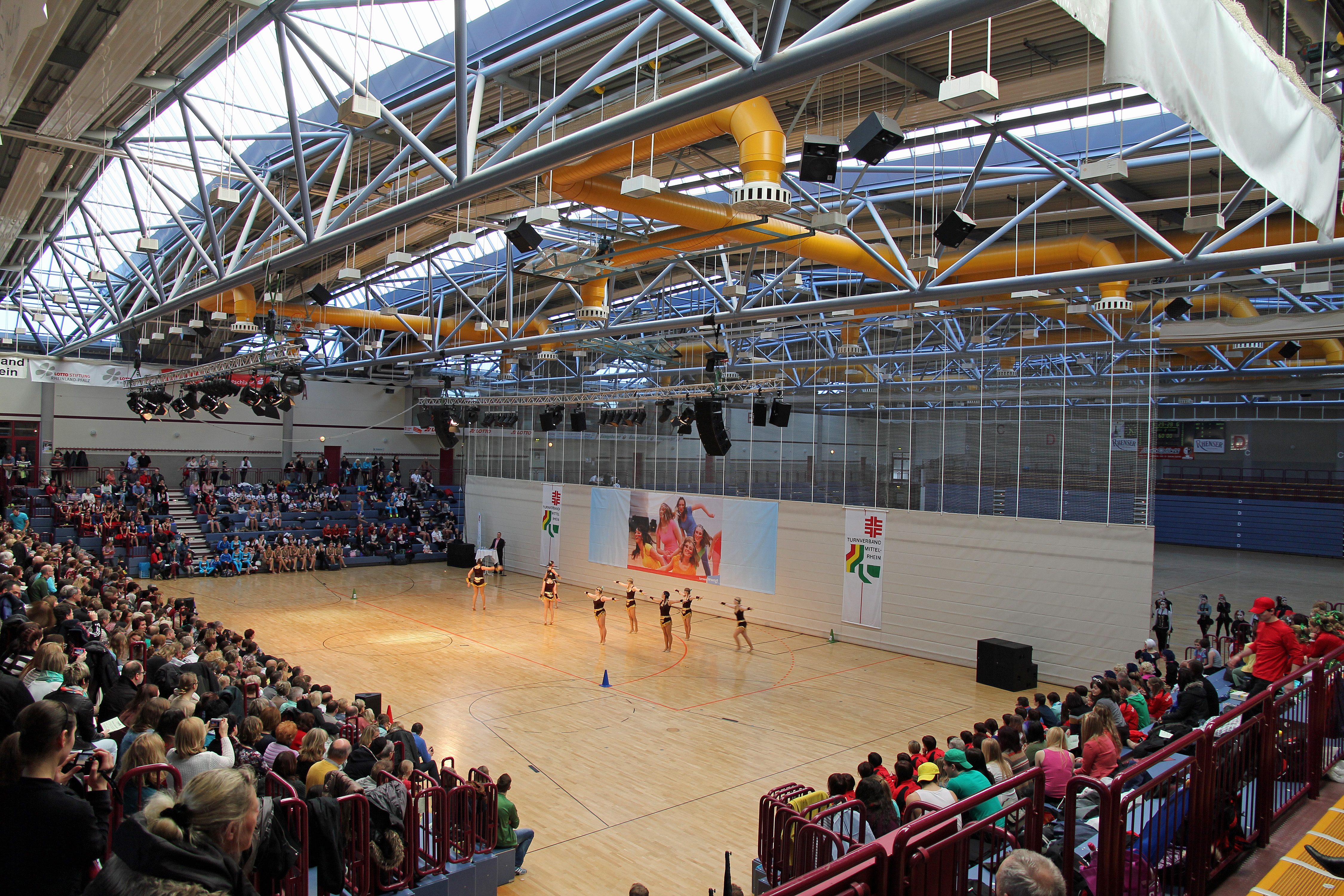
Der Innenraum der damaligen Conlog Arena (2013)